# Roy Douglas
Roy Douglas (12. prosince 1907, Royal Tunbridge Wells – 23. března 2015) byl anglický hudební skladatel, aranžér a klavírista. Během třicátých let se věnoval skládání filmové hudby a roku 1937 zahájil spolupráci se skladatelem Richardem Addinsellem. Addinsell pracoval jako skladatel filmové hudby a Douglas jeho skladby aranžoval. Podobně později pracoval například s Williamem Waltonem. Zemřel roku 2015 ve věku 107 let.